# Gary Honey
Gary Ronald Honey (* 26. Juli 1959 in Melbourne) ist ein ehemaliger australischer Leichtathlet, der sich auf den Weitsprung spezialisiert hatte.
Von 1979 bis 1989 wurde Honey jedes Jahr mit Ausnahme von 1980 australischer Meister. Er nahm an den Olympischen Spielen 1980 in Moskau teil, konnte sich jedoch nicht für das Finale qualifizieren. Bei den Commonwealth Games 1982 in Brisbane gewann er die Goldmedaille. Im folgenden Jahr belegte er bei den Leichtathletik-Weltmeisterschaften in Helsinki den sechsten Platz.
Bei den Olympischen Spielen 1984 in Los Angeles feierte Honey seinen wohl bedeutendsten sportlichen Erfolg seiner Karriere. Mit einer Weite von 8,24 m errang er die Silbermedaille hinter dem US-Amerikaner Carl Lewis (8,54 m). Der drittplatzierte Italiener Giovanni Evangelisti sprang ebenfalls 8,24 m, so dass der jeweils zweitweiteste Sprung der beiden Athleten über die Rangfolge entschieden musste. Hier lag Honey mit 8,18 m neun Zentimeter vor Evangelisti.
Seine letzte internationale Medaille holte Honey bei den Commonwealth Games 1986 in Edinburgh, wo er seinen Titel erfolgreich verteidigen konnte. Er hatte bei einer Körpergröße von 1,83 m ein Wettkampfgewicht von 70 kg und startete für den Ivanhoe Harriers Athletic Club.

## Bestleistungen
- Weitsprung: 8,27 m, 20. August 1984, Budapest